# جون رامبو
جون رامبو (بالإنجليزية: John Rambo)‏، (من مواليد 6 يوليو 1947) هو شخصية خيالية في ملحمة رامبو. ظهرت لأول مرة في رواية «الدم الأول» لديفيد موريل عام 1972. أصبحت لاحقًا أكثر شهرة كبطل سلسلة الأفلام، حيث لعب دورها سيلفستر ستالون. تم ترشيح الشخصية لقائمة معهد الفيلم الأمريكي 100 عام و100 بطل وشرير.

## القصة
ظهر شخصية رامبو في أربعة أجزاء ضمن سلسلة أفلام رامبو وهي:

## فيلم رامبو الدم الأول
بدأ قصة حياته جون رامبو الحقيقة وقد ولد في 26 أبريل عام 1947 حسب رواية فيلم (رامبو: الدم الأول) وينتمي لجذور ألمانية، وقد تم تجنيد في القوات المسلحة في حرب فيتنام، قبل أن يلقى القبض عليه عام 1971م عند الحدود الصينية الفيتنامية، وقد تعرض للتعذيب على يد الجيش الفيتنامي، إلا أنه فر من التعذيب في سنة 1972م.
عند عودته إلى بلاده (أمريكا) اكتشف رامبو أن العديد من الأمريكيين الغير العسكريين يكرهون الجنود العائدين من فيتنام، وأنه تعرض للإهانة والاستفزاز من قبل رجال الشرطة إلا أنه قاوم وضرب رجال الشرطة، وحتى تم قطع الكهرباء عن الأحياء الريفية كاملة.وقد اجبر على تغيير اسمه في ظروف غامضة.

## فيلمرامبو 2 الدم الأول
وفي فيلم (رامبو 2: الدم الأول) عاد رامبو إلى فيتنام لانقاذ ما تبقى من الجنود الأمريكيين، إنه تعرض للتعذيب والإهانة من قبل العسكريين الفيتناميين ومساعديهم من القوات المسلحة السوفيتية، وعندما علم رامبو أن من القائد العام للقاعدة العسكرية الأمريكية بتايلند خان وعده، قام رامبو بالقضاء على الفيتناميين والروس بالمروحية الروسية وإعادة الجنود الأمريكيين إلى القاعدة العسكرية بتايلند (كما تروي فيلم رامبو2: الدم الأول).

## رامبو 3
كان رامبو بطل الفيلم مكث في تايلند، قبل أن يعود إلى أفغانستان للحرب على القوات السوفيتية كما تروي الفيلم، حين قام بقتل أحد الجنود السوفيت في الصحراء الأفغانية، بل إن رامبو تفاجأ بقدوم المجاهدون الأفغان والذين يقومون بقتل جنود الروس وتدمير طائرة الهجومية الروسية، حيث تنتهي القصة بقيام رامبو بقتل زعيم الجيش السوفيتي وانتصار المجاهدين الأفغان وعودة رامبو مجددا إلى تايلند. كان قذرء جداء.

## رامبو 4
عاد رامبو ليمارس القتال، فقد غادر تايلند وانتقل إلى بورما لمواجهة النظام الدموي للنظام البورمي، وقام بتصفية عدد كبير منهم ثأرا لدماء الأبرياء. ومن هنا نستفيد ان رامبو مفعوله وحده اقوى من جيوش العالم كلها مجتمعه